# جزيرة فيكتوريا (روسيا)
جزيرة فيكتوريا هي جزيرة قطبية صغيرة تتبع روسيا وتقع ما بين سفالبارد وأرخبيل فرنسوا جوزيف.